# Королева таємниць
Королева таємниць (кор. 추리의 여왕) — південнокорейський комедійно-детективний телесеріал що транслювався щосереди та щочетверга з 5 квітня по 25 травня 2017 року на телеканалі KBS2.

## Сюжет
На перший погляд Ю Соль Ок звичайна домогосподарка яка весь свій час приділяє хатнім справам; як то готування їжі, прання та пошукам знижок в магазинах. Крім того вона інколи підпрацьовує в ресторанчику своєї єдиної подруги Кьон Мі. Але насправді вона веде подвійне життя. Не спромігшись реалізувати свою давню мрію стати поліцейською, Соль Ок в тайні від близьких в комірці ресторану подруги організувала своєрідний кабінет криміналіста. Там вона переглядала своє улюблене детективне шоу, зберігала фото та інші дані розшукуваних злочинців. Соль Ок також збирала інформацію про нерозкриті злочини та намагалась проаналізувати зібрану інформацію. Одного разу їй вдалося допомогти молодому дільничному Хон Чун О розкрити крадіжку з магазину, після чого він став консультуватись в неї стосовно мілких злочинів які ставались в їх тихому районі. Одного разу на місцевому ринку невідомі зламали декілька камер зберігання, але не забрали ніяких цінних речей. Спочатку місцева поліція вирішила що це просто дрібне хуліганство скоєне підлітками, але Соль Ок припустила що за цим приховується справа про велику партію наркотиків. Поліцейські спочатку з іронією поставились до її висновків, але врешті-решт змушені були визнати правоту Соль Ок.

## Акторський склад

### Головні ролі
- Чхве Кан Хі[en] — у ролі Ю Соль Ок. При загадкових обставинах втратила батьків, після чого мріяла стати поліцейською щоб знайти правду про їх загибель. Але рано вийшовши заміж, їй довелося відмовитись від мрії та стати звичайною домогосподаркою.
- Квон Сан У[en] — у ролі Ха Ван Сина[1][2]. Талановитий поліцейський детектив, який має «нюх» на злочинців. В юності втратив кохану дівчину, але за всі роки, незважаючи на свої здібності так і не зміг знайти правду про її загибель.
- Лі Вон Гин[en] — у ролі Хон Чун О. Молодий офіцер, начальник маленької поліцейської дільниці района Бебан 2.
- Сін Хьон Бін[en] — у ролі Чан Чі Вон. Молода жінка-адвокат що працює у великій юридичній фірмі.

### Другорядні ролі

#### Люди навколо Соль Ок
- Кім Хьон Сук[en] — у ролі Кьон Мі. Найкраща подруга Соль Ок. Власниця ресторану.
- Юн Хий Сок[en] — у ролі Кім Хо Чхоля. Чоловік Соль Ок. Прокурор.
- Пак Чун Гим[en] — у ролі у ролі Пак Кьон Сук. Свекруха Соль Ок. Домогосподарка.
- Чон Су Чжін[en] — у ролі Кім Хо Сун. Зовиця Соль Ок.

#### Люди навколо Ван Сина
- Чан Гван[en] — у ролі Ха Че Хо. Батько Ван Сина. Співвласник великої юридичної фірми.
- Лі Сі Вон[en] — у ролі Со Хьон Су. Дівчина Ван Сина, яку було вбито при загадкових обставинах.
- Чха Мін Чжі[en] — у ролі Ку Чу Йон.

#### Поліцейські
- Ан Гіль Кан[en] — у ролі Пе Кван Те. Голова відділу вбивств дільниці Содон.
- Кім Мін Чже[en] — у ролі Лі Дон Гі. Сержант у відділі вбивств дільниці Содон.
- Пак Бьон Ин[en] — у ролі У Сон Ха. Відомий поліцейський криміналіст-профайлер[en], який за сумісництвом веде кримінальне шоу на телебаченні.
- Пак Вон Хо — у ролі
- Чан Ін Кі[en] — у ролі Чан У Сопа. Сержант поліцейської дільниці Бебан 2.

#### Інші
- Ян Ік Чжун[en] — у ролі Чан До Чана. Бос гангстерів. Наркоторгівець.
- Сон Кі Юн — у ролі Чха Йон Чхуля (3 — 5 серії). Чоловік який під час скандалу тяжко поранив свою дружину.
- Кім Хьон Бін — у ролі Чха Хі Чхоля (3 — 5 серії). Син Йон Чхуля. Підліток що заявив про зникнення матері.
- Хан Кі Ун[en] — у ролі Чха Мін У / Но Ду Гіля (7 та 8 серія). Психопат який вбивав жінок та закопував тіла на невеликому острові. Останньою жертвою Ду Гіля мало не стала зовиця Соль Ок.

## Рейтинги
- Найнижчі рейтинги позначені синім кольором, а найвищі — червоним кольором.

| Серія            | Прем'єра         | Рейтинг        | Рейтинг      | Рейтинг        | Рейтинг      |
| Серія            | Прем'єра         | TNmS Ratings   | TNmS Ratings | AGB Nielsen    | AGB Nielsen  |
| Серія            | Прем'єра         | По всій країні | Сеул         | По всій країні | Сеул         |
| ---------------- | ---------------- | -------------- | ------------ | -------------- | ------------ |
| 1                | 5 квітня 2017    | 10,8 %         | 12,1 %       | 11,2 %         | 12,4 % (4-й) |
| 2                | 6 квітня 2017    | 9,8 %          | 11 %         | 9,5 %          | 10 %         |
| 3                | 12 квітня 2017   | 10,9 %         | 12,4 %       | 10,1 %         | 10,2 %       |
| 4                | 13 квітня 2017   | 12,5 % (6-й)   | 13,2 % (4-й) | 11,6 % (4-й)   | 12,1 %       |
| 5                | 19 квітня 2017   | 8,6 %          | 10,6 %       | 7,7 % (11-й)   | 7,7 % (11-й) |
| 6                | 20 квітня 2017   | 10,4 %         | 12 %         | 10,9 %         | 11,2 %       |
| 7                | 26 квітня 2017   | 10,4 %         | 12,1 %       | 10,7 %         | 11,6 %       |
| 8                | 27 квітня 2017   | 9,6 %          | 11,7 %       | 10,5 %         | 11,6 %       |
| 9                | 3 травня 2017    | 9,4 %          | 10,9 %       | 9,2 %          | 9,3 %        |
| 10               | 4 травня 2017    | 9,3 %          | 10,9 %       | 9 %            | 9,4 %        |
| 11               | 10 травня 2017   | 9 %            | 9,9 %        | 8,7 %          | 8,8 %        |
| 12               | 11 травня 2017   | 8,6 %          | 10,5 %       | 9,2 %          | 9,5 %        |
| 13               | 17 травня 2017   | 8,9 %          | 9 %          | 8,7 %          | 8,5 %        |
| 14               | 18 травня 2017   | 7,3 %          | 7,6 %        | 8,2 %          | 8 %          |
| 15               | 24 травня 2017   | 7,2 % (20-й)   | 7,3 % (20-й) | 8,4 %          | 8,3 %        |
| 16               | 25 травня 2017   | 7,9 %          | 7,6 %        | 8,3 %          | 8,4 %        |
| Середній рейтинг | Середній рейтинг | 9,4%           | 10,5%        | 9,4%           | 9,8%         |